# Olivier Macoux Rivaud de La Raffinière
Olivier Macoux Rivaud de La Raffinière, né le 10 février 1766 à Civray dans la Vienne et mort le 19 décembre 1839 à Angoulême, en Charente, est un général et homme politique français.

## Biographie

### Carrière sous la Révolution française
Il appartient à une famille d'ancienne magistrature poitevine et est le plus jeune des dix enfants de Charles-Jean Rivaud, conseiller du roi, lieutenant général de police au siège royal et maire de Civray. Olivier est élu à la fin de 1792 capitaine dans l'un des bataillons de volontaires de la Charente. Il passe à l'armée du Nord, commande une compagnie du 1er bataillon franc à Jemmapes le 6 novembre 1792, se bat à Neerwinden le 18 mars 1793, et est nommé adjudant-général chef de brigade le 27 septembre 1793 et chef d'état-major du général Duquesnoy. Vainqueur à Hondschoote le 8 septembre 1793, il est blessé à Warwick, d'un biscaïen à la jambe, dirigea la division Duquesnoy à Wattignies le 16 octobre 1793, reçoit, sur le front de l'armée les félicitations de Carnot et de Jourdan, et passe en Bretagne en février 1794, comme chef d'état-major de l'armée des côtes de Brest. 
L'année suivante il est envoyé à l'armée des Alpes sous Kellermann, puis dans l'état-major de Bonaparte, se trouve aux combats de Roveredo le 4 septembre 1796, de Bassano le 8 septembre , de Saint-Georges-sous-Mantoue, où il est blessé à la tête, et de Porto-Sequano, où il fait 300 prisonniers. En 1798, Berthier, envoyé à Rome pour venger l'assassinat du général Duphot, obtient Rivaud pour chef d'état-major. La République romaine établie, Rivaud devient chef d'état-major de Kilmaine commandant provisoire de l'armée d'Angleterre. Promu général de brigade le 15 décembre 1798, il est mis à la tête des forces militaires dans les départements belges annexés puis, après le coup d'État de brumaire, dirige l'avant-garde du corps d'armée de Victor chargé d'aller débloquer Masséna dans Gênes.

### Le Consulat
Le général Mathieu Dumas, dans ses Mémoires, lui attribue le gain de la bataille de Montebello le 9 juin 1800, où il mène la division Chambarlhac à la rescousse du général Lannes ; son action n'est pas moins décisive à Marengo le 14 juin, où il est atteint d'un coup de biscaïen à la cuisse. En 1801 il est nommé chef d'état-major de l'armée de Portugal, entre en Espagne sous les ordres du général Leclerc et le remplace comme commandant en chef lorsque ce dernier part pour Saint-Domingue. La paix d'Amiens le fait rentrer en France avec son armée en mars 1802. Le Premier Consul lui accorde, dans les termes les plus flatteurs, une gratification de 15 000 francs et le nomme général de division le 16 mai 1802.

### Général d'Empire
Le général Rivaud va commander une division au camp de Nimègue et est fait le 11 décembre 1803 grand-officier de la Légion d'honneur. En septembre 1805 il est placé à la tête de la 1re division du 1er corps de la Grande Armée. À Neresheim le 17 octobre 1805 il fait capituler 4 000 Autrichiens, n'ayant lui-même que deux bataillons du 54e de ligne et un canon. Il a ensuite un cheval tué sous lui à Austerlitz le 2 décembre 1805 et coopère à la victoire de Halle le 17 octobre 1806, à la prise de Lübeck et surtout à la capitulation de Blücher, avec 12 000 prisonniers et 80 canons le 7 novembre 1806. Blessé l'avant-veille de la bataille d'Eylau le 6 février 1807 avec un bras cassé, Rivaud quitte le service actif et est nommé gouverneur général du duché de Brunswick ; il commande ensuite la 25e division militaire à Wesel et est créé baron de l'Empire le 29 juin 1808, avec une dotation de 10 000 livres de rente en Westphalie ; les revenus de deux terres du Poitou lui donnent en outre 12 000 livres. 
En 1809 il commande une division dans le corps de Junot en Bohême, a la jambe fracassée à Bayreuth et se bat à Wagram les 5 et 6 juillet 1809 : c'était sa dix-huitième campagne. Obligé de se retirer à cause de ses blessures, il est nommé le 14 décembre 1809 commandant de la 12e division militaire à La Rochelle. Là il sert l'Empire jusqu'à la fin et, après l'abdication, adhère à la Restauration des Bourbons, par qui il est élevé au grade de commandeur de Saint-Louis le 1er mai 1814, et créé comte de la Raffinière le 31 décembre 1814.

### Cent-Jours et Seconde Restauration
Sans emploi pendant les Cent-Jours, il recouvre son commandement à la seconde Restauration, et est élu, un mois après le 22 août 1815, député du collège de département de la Charente-Inférieure, par 125 voix sur 149 votants et 296 inscrits , jusqu'au 5 septembre 1816. Il ne fait que paraître à la Chambre, et revient à La Rochelle reprendre ses fonctions militaires. Membre en 1816 du conseil de guerre qui juge à Rennes le général Travot, il vote pour l'acquittement d'abord, puis pour la peine la plus faible. Inspecteur général d'infanterie en 1819, commandant de la 15e division militaire à Rouen de 1820 à 1830, il refuse en 1824 le commandement en chef de l'armée d'occupation d'Espagne, demande sa retraite en 1830 et l'obtient le 10 juillet 1831. Il est fait grand-croix de la Légion d'honneur en 1825.

## Distinctions
- Le nom de RIVAUD de la Rere est gravé au côté Sud (21e colonne) de l’arc de triomphe de l’Étoile, à Paris.

## Sources partielles
- « Olivier Macoux Rivaud de La Raffinière », dans Adolphe Robert et Gaston Cougny, Dictionnaire des parlementaires français, Edgar Bourloton, 1889-1891 [détail de l’édition] ;
- Archives nationales (CARAN) – Service Historique de l’Armée de Terre – Fort de Vincennes – Dossier S.H.A.T. Côte : 7 Yd 367.